# Herborn (Luxembourg)
Pour les articles homonymes, voir Herborn (homonymie).
Herborn (luxembourgeois : Hierber) est une section de la commune luxembourgeoise de Rosport-Mompach située dans le canton d'Echternach.